# Meritorious Service Medal
De Meritorious Service Medal (Nederlands: "Medaille voor Verdienstelijke Dienst") was een onderscheiding van het Britse leger.
Het Britse leger kende tot aan de Krimoorlog in 1854 behalve deze medaille voor goed gedrag in vredestijd alleen een medaille voor trouwe dienst, de Long Service and Good Conduct Medal, maar geen medaille voor de dappere onderofficieren en soldaten aan het front. Het bezit van een van de twee bestaande medailles sloot het uitreiken van de andere medaille uit. Voor hen en voor hun officieren was er alleen het Victoria Cross voor dapperheid maar dat werd maar hoogst zelden uitgereikt. Daarom werd in 1854 de Distinguished Conduct Medal ingesteld voor voorbeeldig gedrag op het slagveld.
De ronde zilveren medaille heeft een diameter van 33 millimeter en wordt met een rijk versierde draaiende beugel aan een purperen lint met twee grijze strepen op de linkerborst gedragen.
Op de voorzijde is het gekroonde portret van de Britse Koning of koningin afgebeeld en op de keerzijde staat 'For Meritorious Service' binnen een lauwerkrans en onder een keizerlijke kroon. 
Deze medaille wordt aan onderofficieren en onlangs tot officier bevorderde voormalige onderofficieren in alle onderdelen van de strijdkrachten, dat zijn Royal Navy, Royal Marines, Army en Royal Air Force, uitgereikt maar men is er spaarzaam mee. Onderofficieren moeten 20 jaar dienst hebben gedaan en in het bezit van de Long Service and Good Conduct Medal zijn om voorgedragen te kunnen worden.
Een commissie, de Service Board beoordeelt of de diensttijd in het leger gedurende de gehele periode onberispelijk en verdienstelijk is geweest. Daarnaast wordt gekeken naar bijzondere prestaties binnen en buiten de strijdkrachten die die strijdkrachten ten goede zijn gekomen. Het kan daarbij om sport of liefdadigheid gaan. Bij de Koninklijke Marine beoordeelt de Staatssecretaris van Marine de voordrachten. 

## De medaille en de onderdelen van de strijdkrachten
Het aantal verleningen wordt bewust laag gehouden om de Meritorious Service Medal exclusief te houden. De Koninklijke Marine mag per jaar niet meer dan 49 voordrachten doen. De mariniers komen op 3, het leger op 89 en de Koninklijke Luchtmacht op 60 voordrachten. In de praktijk worden er veel minder voordrachten gedaan.
Binnen de vier onderdelen van de Britse strijdkrachten wordt en werd de medaille anders geadministreerd. Ook de linten zijn niet steeds gelijk geweest.
- In het leger was het lint van 1845 tot 1916 purper. In 1916 verschenen de twee parelgrijze biesen en in 1917 werd de parelgrijze middenstreep ingevoerd.
- In de marine was het lint altijd al purper met twee parelgrijze biesen en een parelgrijze middenstreep.
- In het Corps Koninklijke Mariniers was het lint oorspronkelijk donkerblauw. In de oorlogsjaren 1916–1919 werd het lint purper met twee parelgrijze biesen en een parelgrijze middenstreep.
- In de luchtmacht is het lint puper en lichtblauw met twee parelgrijze biesen en een parelgrijze middenstreep.